# Botola 1 Pro 2024-2025
La Botola 1 Pro 2024-2025, anche nota come Botola Pro Inwi per motivi di sponsorizzazione, è stata la 69ª edizione della massima divisione del massimo campionato marocchino di calcio. Il campionato è iniziato il 30 agosto 2024 ed è terminato il 12 maggio 2025.
La squadra campione in carica era il Raja Casablanca, al suo tredicesimo titolo nazionale. Il campionato è stato vinto dal RS Berkane, che ha conquistato il primo titolo nazionale della sua storia.

## Stagione

### Novità
Dalla stagione precedente sono state retrocesse Mouloudia Oujda e Youssoufia Berrechid, ultime due classificate del campionato. Al loro posto, dalla Botola 2 sono state promosse CODM Meknès e Difaâ El Jadida, rispettivamente prima e seconda classificata dell'edizione 2023-2024.

### Formula
Le 16 squadre partecipanti giocano un girone all'italiana con partite di andata e ritorno, per un totale di 30 giornate. Al termine della stagione, le prime due classificate accedono alla CAF Champions League 2025-2026, mentre la squadra classificatasi al terzo posto accede alla Coppa della Confederazione CAF 2025-2026 e le ultime due retrocedono nella Botola 2 Pro 2025-2026.

## Squadre partecipanti
| Squadra             | Città      | Stagione precedente  |
| ------------------- | ---------- | -------------------- |
| CODM Meknès         | Meknès     | 1° in Botola 2       |
| Chabab Mohammedia   | Mohammédia | 14° in Botola 1 Pro  |
| Difaâ El Jadida     | El Jadida  | 2° in Botola 2       |
| FAR Rabat           | Rabat      | 2° in Botola 1 Pro   |
| FUS Rabat           | Rabat      | 7° in Botola 1 Pro   |
| Hassania Agadir     | Agadir     | 10° in Botola 1 Pro  |
| IR Tanger           | Tangeri    | 12° in Botola 1 Pro  |
| Jeunesse Soualem    | Soualem    | 13° in Botola 1 Pro  |
| Maghreb Fès         | Fès        | 11° in Botola 1 Pro  |
| Moghreb Tétouan     | Tétouan    | 9° in Botola 1 Pro   |
| Olympique Safi      | Safi       | 5° in Botola 1 Pro   |
| Raja Casablanca     | Casablanca | Campione del Marocco |
| RS Berkane          | Berkane    | 3° in Botola 1 Pro   |
| Renaissance Zemamra | Zemamra    | 8° in Botola 1 Pro   |
| Union Touarga       | Rabat      | 4° in Botola 1 Pro   |
| Wydad Casablanca    | Casablanca | 6° in Botola 1 Pro   |

## Classifica
|  | Pos. | Squadra             | Pt | G  | V  | N  | P  | GF | GS | DR  |
|  | ---- | ------------------- | -- | -- | -- | -- | -- | -- | -- | --- |
|  | 1.   | RS Berkane          | 70 | 30 | 21 | 7  | 2  | 49 | 14 | +35 |
|  | 2.   | FAR Rabat           | 57 | 30 | 16 | 9  | 5  | 48 | 24 | +24 |
|  | 3.   | Wydad Casablanca    | 54 | 30 | 14 | 12 | 4  | 45 | 27 | +18 |
|  | 4.   | FUS Rabat           | 53 | 30 | 15 | 8  | 7  | 53 | 26 | +27 |
|  | 5.   | Raja Casablanca     | 48 | 30 | 12 | 12 | 6  | 38 | 25 | +13 |
|  | 6.   | Renaissance Zemamra | 47 | 30 | 14 | 5  | 11 | 34 | 29 | +5  |
|  | 7.   | Olympique Safi      | 46 | 30 | 12 | 10 | 8  | 37 | 33 | +4  |
|  | 8.   | Maghreb Fès         | 46 | 30 | 12 | 10 | 8  | 34 | 29 | +5  |
|  | 9.   | Difaâ El Jadida     | 42 | 30 | 11 | 9  | 10 | 36 | 42 | -6  |
|  | 10.  | IR Tanger           | 37 | 30 | 9  | 10 | 11 | 35 | 37 | -2  |
|  | 11.  | CODM Meknès         | 36 | 30 | 9  | 9  | 12 | 27 | 44 | -17 |
|  | 12.  | Union Touarga       | 35 | 30 | 8  | 11 | 11 | 29 | 34 | -5  |
|  | 13.  | Hassania Agadir     | 29 | 30 | 8  | 5  | 17 | 31 | 38 | -7  |
|  | 14.  | Jeunesse Soualem    | 25 | 30 | 6  | 7  | 17 | 21 | 42 | -21 |
|  | 15.  | Moghreb Tétouan     | 23 | 30 | 5  | 8  | 17 | 25 | 40 | -15 |
|  | 16.  | Chabab Mohammedia   | 4  | 30 | 0  | 4  | 26 | 13 | 71 | -58 |

Legenda:
      Qualificate alla CAF Champions League 2025-2026
      Qualificata alla Coppa della Confederazione CAF 2025-2026
      Retrocesse in Botola 2.